# Eragrostis aristiglumis
Eragrostis aristiglumis är en gräsart som beskrevs av Kabuye. Eragrostis aristiglumis ingår i släktet kärleksgrässläktet, och familjen gräs. Inga underarter finns listade i Catalogue of Life.